# Ігор
І́гор — чоловіче ім'я, давньоскандинавського походження. Його походження та значення є дискусійними. Після канонізації великого князя київського Ігоря Ольговича (†1147) ввійшло до християнського іменослова.
По батькові — Ігорович, Ігорівна.
Іменини: 5 червня, 19 вересня, 17 березня, 27 травня.

## Походження
- Згідно з найпоширенішою норманською теорією, походить від давньоскандинавського двокореневого імені Ingvar, яке так само походить від імені давньогерманського бога Ingwio. Заведено вважати, що з IX століття ім'я принесли варяги зі Скандинавії.
- Польський мовознавець Станіслав Роспонд у своїй роботі «Структура та класифікація східнослов'янських антропонімів» відносить ім'я Ігор до східнослов'янських антропонімів. Український етнолог Галина Лозко припускає можливість походження цього імені від слов'янського «гравець», «ігрища» (пор. «ігрець» — той, хто грає на музичних інструментах).
- Згідно зі словником Бориса Грінченка, в українській мові є слово «огир», «огер», яке означає відбірного коня-жеребця.
- За словником венедської мови слово jagar/iagar перекладається як «мисливець»[1].

У різних народів імені Ігор відповідають імена: Igor → Gor → Iggor, Ingvar, Inglar, Ingmar, Ingemar, Yngwie, Yngvi, Yngve, Yngvin, Ingwine, Inguin, Игорь, Ігар та ін.

## Відомі носії

### Князі
- Ігор Рюрикович (Ігор І, Ігор Старий) — князь київський (913—945).
- Ігор Ольгович (Ігор ІІ) — великий князь київський (1146), святий.
- Ігор Святославич (1151—1202) — князь новгород-сіверський і чернігівський.

### У літературі
- Богдан-Ігор Антонич (1897—1937) — видатний український поет.
- Ігор Костецький (справжнє ім'я Ігор В'ячеславович Мерзляков; 1913—1983) — український письменник, перекладач, критик.
- Ігор Миронович Калинець (1939—2025) — український поет, дисидент і політв'язень часів СРСР. Чоловік дисидентки та політичної ув'язненої Ірини Онуфріївни Стасів-Калинець.
- Ігор Миколайович Римарук (1958—2008) — український поет.
- Ігор Прокопович Січовик (1945— 2021) — український дитячий письменник.
- Ігор Зиновійович Павлюк (нар. 1967) — український письменник, науковець.
- Ігор Всеволодович Можейко (літературний псевдонім Кир Буличов; 1934—2003) — радянський та російський письменник-фантаст, сходознавець.
- Ігор Петрович Носов (нар. 1962) — радянський та російський фотокореспондент і дитячий письменник. Онук дитячого письменника Миколи Миколайовича Носова.
- Ігор Миронович Губерман (нар. 1936) — радянський поет і письменник єврейського походження.

### У спорті
- Ігор Іванович Бєланов (нар. 1960) — видатний радянський та український футболіст, нападник.
- Ігор Васильович Карпенко (нар. 1976) — український хокеїст.
- Ігор Дмитрович Ощипко (нар. 1985) — український футболіст, захисник.
- Ігор Віталійович Радівілов (нар. 1992) — український гімнаст, бронзовий призер Олімпійських ігор 2012.
- Ігор Ярославович Худоб'як (нар. 1985) — український футболіст, півзахисник.
- Ігор Вікторович Шуховцев (нар. 1971) — український футболіст, воротар.
- Ігор Астарлоа Аскасібар (Igor Astarloa) (нар. 1976) — іспанський велосипедист.
- Ігор Петрович Гавришко (нар. 1993) — український гирьовик.
- Ігор Дуляй (нар. 1979) — сербський футболіст, півзахисник.
- Ігор Тудор (нар. 1978) — хорватський футболіст, захисник та півзахисник, тренер «Марселя».
- Ігор Йовичевич (нар. 1973) — хорватский футболіст, нападник, тренер донецького «Шахтаря».
- Ігор Векич (нар. 1998) — словенський футболіст.
- Ігор Лазич (нар. 1979) — словенський футболіст.
- Ігор Володимирович Акінфєєв (нар. 1986) — російський футболіст, воротар.
- Ігор Ярославович Вовчанчин (нар. 1973) — український спортсмен, професійний кікбоксер та спеціаліст зі змішаних бойових мистецтв.
- Ігор Володимирович Денисов (нар. 1984) — російський футболіст, півзахисник.
- Ігор Миколайович Ларіонов (нар. 1960) — радянський та російський хокеїст.
- Ігор Іванович Зайцев (нар. 1934) — радянський футболіст, нападник.
- Ігор Сергійович Цвєтов (нар. 1994) — український легкоатлет.
- Ігор Олександрович Чернявський (нар. 1995) — український футзаліст і каратист.
- Ігор Мазуренко (нар. 1968) — європейський спортсмен українського походження, армрестлер.
- Ігор Цвитанович (нар. 1970) — хорватський та югославський футболіст, нападник.

### У мистецтві
- Ігор Йосипович Білозір (1955—2000) —  український композитор, виконавець, народний артист України, лідер ВІА «Ватра».
- Ігор Дмитрович Поклад (1941—2025) — український композитор та опермейстер. Лауреат Шевченківської премії (1986). Заслужений діяч мистецтв УРСР (1989). Народний артист України (1997). Герой України (2021). Член Національної спілки композиторів України.
- Ігор Наумович Шамо (1925—1982) — український радянський композитор. Народний артист Української РСР (1975). Лауреат Національної премії імені Т. Г. Шевченка та премії імені М. Островського. Нагороджений орденом ''Знак пошани'' та медалями. Почесний громадянин Києва. Автор музики гімну Києва (пісня ''Як тебе не любити. Києве мій?'').
- Ігор Федорович Белза (1904—1994) — російський та український радянський музикознавець і композитор.
- Ігор Петрович Герета (1938—2002) — український археолог, мистецтвознавець, історик, поет, викладач і громадсько-політичний діяч.
- Ігор Васильович Кондратюк (нар. 1962) — український телевізійний ведучий, продюсер, шоумен.
- Ігор Ярославович Бірча (більш відомий як Гарік Бірча; нар. 1974) — український актор та автор популярних розважально-гумористичних передач.
- Ігор Юрійович Посипайко (нар. 1979) — український телеведучий.
- Ігор Дмитрович Пелих (1974—2009) — український телеведучий, тележурналіст, шоумен.
- Ігор Володимирович Подольчак (нар. 1962) — український художник, кінорежисер.
- Ігор Федорович Стравінський (1882—1971) — російський композитор, піаніст та диригент українського походження.
- Ігор Стрембіцький (нар. 1973) — український кінорежисер, кінооператор, звукорежисер, перший українець, який отримав Золоту пальмову гілку.
- Ігор Сергійович Ласточкін (нар. 1986) — український комік та шоумен.
- Ігор Федорович Кушплер (1949—2012) — український оперний співак (баритон), автор солоспівів, народний артист України.
- Ігор Романко (нар. 1966) — український художник.
- Ігор Федорович Лєтов (творчий псевдонім Єгор Лєтов; 1964—2008) — радянський та російський рок-музикант. Молодший брат саксофоніста Сергія Лєтова.
- Ігор В'ячеславович Растєряєв (нар. 1980) — російський музикант, автор та виконавець пісень, поет, актор театру та кіно.
- Ігор Юрійович Харламов (більш відомий як Гарік Харламов; нар. 1981) — російський гуморист, телеведучий, актор кіно та телебачення, співак.
- Ігор Іванович Сукачов (більш відомий як Гарік Сукачов; нар. 1959) — радянський та російський рок-музикант, поет, композитор, актор кіно, озвучування та дубляжу, режисер театру та кіно, сценарист, телеведучий.
- Ігор Владленович Христенко (нар. 1959) — радянський та російський актор театру та кіно, пародист, співак, артист естради, гуморист.
- Ігор Емільович Вєрник (нар. 1963) — радянський та російський актор театру та кіно. Заслужений артист Російської Федерації (1999). Народний артист Російської Федерації (2016).
- Ігор Борисович Скляр (нар. 1957) — радянський та російський актор театру та кіно, співак, музикант. Народний артист Російської Федерації (2013).
- Ігор Якович Крутой (нар. 1954) — російський композитор, співак і продюсер, народний артист РФ та народний артист України.
- Ігор Володимирович Ільїнський (1901—1987) — видатний радянський актор та режисер театру та кіно, майстер художнього слова (читець). Народний артист СРСР (1949). Лауреат трьох Сталінських премій першого ступеня (1941, 1942, 1951). Герой Соціалістичної Праці (1974). Лауреат Ленінської премії (1980).
- Ігор Юрійович Войнаровський (1912—2003) — радянський артист оперети. Народний артист РРФСР (1966). Чоловік артистки оперети Ніни Іванівни Симонової (1925—2013), батько оперного співака В'ячеслава Войнаровського (1946—2020), дід актора театру та кіно Ігоря В'ячеславовича Войнаровського (нар. 1983).
- Ігор В'ячеславович Войнаровський (нар. 1983) — російський актор театру та кіно. Син оперного співака В'ячеслава Ігоровича Войнаровського (1946—2020), онук артистів оперети Ігоря Юрійовича Войнаровського (1912—2003) та Ніни Іванівни Симонової (1925—2013).
- Ігор Костянтинович Єфімов (1932—2000) — радянський та російський актор кіно та озвучування. Заслужений артист РРФСР (1986).
- Ігор Ігорович Єфімов (також відомий як Ігор Єфімов-молодший; нар. 1967) — російський актор та режисер дубляжу, також відомий як кіно- та театральний режисер, сценарист, педагог, музикант. Син актора Ігоря Костянтиновича Єфімова.
- Ігор Георгійович Шибанов (1944—2019) — радянський та російський актор театру, кіно, озвучування та дубляжу. Народний артист Російської Федерації (1994).
- Ігор Федорович Масленников (1931—2022) — радянський та російський кінорежисер, сценарист. Заслужений діяч мистецтв РРФСР (1979). Народний артист РРФСР (1987).
- Ігор Олегович Горбачов (1927—2003) — радянський та російський актор театру та кіно, театральний режисер, педагог. Народний артист СРСР (1972).
- Ігор Володимирович Кваша (1933—2012) — радянський та російський актор театру та кіно, режисер театру та кіно, теле- та радіоведучий, ведучий програми «Чекай на мене». Народний артист РРФСР (1978). За національністю — єврей.
- Ігор Володимирович Старигін (1946—2009) — радянський та російський актор театру та кіно. Заслужений артист Російської Федерації (1992).
- Ігор Миколайович Ясулович (1941—2023) — радянський та російський актор театру, кіно, озвучування та дубляжу, кінорежисер, театральний педагог. Народний артист Російської Федерації (2002).
- Ігор Ростиславович Янковський (1951—2025) — радянський та росйський актор, медіаменеджер. Кандидат політичних наук. Син народного артиста СРСР Ростислава Янковського, племінник народного артиста СРСР Олега Янковського.
- Ігор Євгенович Ліванов (нар. 1953) — російський актор театру та кіно. Заслужений артист Російської Федерації (2004). Молодший брат актора, народного артиста Російської Федерації Аристарха Ліванова.
- Ігор Романович Ліфанов (нар. 1965) — російський актор театру та кіно.
- Ігор Борисович Дмитрієв (1927—2008) — радянський та російський актор театру та кіно. Народний артист РРФСР (1988).
- Ігор Юрійович Ніколаєв (нар. 1960) — радянський та російський естрадний співак, композитор, поет-пісняр. Заслужений діяч мистецтв Російської Федерації (2001). Народний артист Російської Федерації (2019).
- Ігор Євгенович Корнелюк (нар. 1962) — радянський та російський співак, композитор та телеведучий.
- Ігор Володимирович Тальков (1956—1991) — радянський та російський актор, співак, поет-пісняр, композитор.
- Ігор Анатолійович Сорокін (відомий під псевдонімом «Игорёк»; нар. 1971) — російський співак, композитор та продюсер.
- Ігор Володимирович Щербаков (нар. 1955) — український композитор.
- Ігор Емільович Кіо (1944—2006) — радянський та російський артист цирку (ілюзіоніст). Заслужений артист РРФСР (1980). Народний артист Російської Федерації (2003).
- Ігор Олександрович Моїсєєв (1906—2007) — радянський та російський артист балету, балетмейстер та хореограф.
- Ігор Григорович Зайцев (нар. 1961) —  російський актор театру та кіно, режисер театру. кіно, кліпів та реклами, сценарист українського походження.
- Ігор Володимирович Сорін (при народженні, по батьку — Райберг; 1969—1998) — радянський та російський поет, музикант, артист, соліст поп-гурту ''Иванушки International'' (1995—1998).
- Ігор Ігорович Матвієнко (нар. 1960) — радянський та російський продюсер та композитор. Засновник російських поп-гуртів ''Любе'', ''Иванушки International'', ''Фабрика'' та інших.
- Ігор Петрович Петренко (нар. 1977) — російський актор театру та кіно.
- Ігор Леонідович Кирилов (1932—2021) — радянський та російський актор, диктор, тележурналіст, провідний телеведучий СРСР та Російської Федерації. Лауреат Державної премії СРСР (1977). Народний артист СРСР (1988).
- Ігор Юрійович Красавін (1971—2009) — білоруський актор.
- Ігор Олегович Вуколов (нар. 1960) — російський актор театру та кіно, телеведучий.
- Ігор Володимирович Лобанов (сценічний псевдонім Кеш; нар. 1969) — російський гітарист.
- Ігор Адольфович Ковальов (нар. 1963) — радянський, американський та російський режисер-мультиплікатор, художник-постановник, художник-мультиплікатор, сценарист, викладач, один із засновників студії ''Пілот''. Креативний продюсер ''Союзмультфільму''.
- Ігор Опанасович Клименков (1934—2006) — радянський актор, найбільш відомий як виконавець ролі хлопчика-пажа у фільмі ''Попелюшка'' 1947 року, та музичний педагог.

У творах мистецтва
- Ігор Святославич у літописі «Слово о полку Ігоревім».
- Ігор — горбань, помічник у лабораторії др. Франкенштайна.

### У науці
- Ігор Рафаїлович Юхновський (1925—2024) — український фізик-теоретик, народний депутат України кількох скликань. Кандидат у президенти України на виборах 1991 року. Учасник німецько-радянської війни.
- Ігор Костянтинович Походня (1927—2015) — український учений у галузі металургії та технології металів, академік НАН України.
- Ігор Анатолійович Козловський (1954—2023) — український учений, релігієзнавець, кандидат історичних наук, письменник, громадський діяч.
- Ігор Григорович Зима (1957—2025) — український нейробіолог та нейрофізіолог, доктор біологічних наук. Трагічно загинув 1 січня 2025 року під час дронової атаки Києва російськими терористами.
- Ігор Іванович Сікорський (1889—1972) — інженер-авіаконструктор та підприємець.
- Ігор Анатолійович Слісаренко (нар. 1951) — український журналіст і телеведучий, кандидат політичних наук.
- Ігор Васильович Курчатов (1903—1960) — російський фізик, організатор і керівник робіт в атомній науці і техніці в СРСР, академік АН СРСР (1943). Старший брат хіміка Бориса Курчатова.
- Ігор Васильович Качуровський (1918—2013) — український учений-літературознавець, письменник та перекладач із діаспори.
- Ігор Данилович Богачевський (1928—2010) — українсько-американський учений-конструктор та вчений-астронавт.
- Ігор Євгенович Тамм (1895—1971) — радянський фізик-теоретик, академік Академії наук СРСР, доктор фізико-математичних наук.